# 中国科学院成都分院职工大学
中国科学院成都分院职工大学是中国科学院成都分院下属的一所成人高等学校，位于中国科学院成都分院院内，目前已停止招生。

## 历史沿革
- 1981年，成立中国科学院成都分院业余职工大学。
- 1982年，更名中国科学院成都分院职工大学。
- 2009年，停止招生。